# Symphonie no 2 de Milhaud
Pour les articles homonymes, voir Symphonie no 2.
La Symphonie no 2, op. 247, est une œuvre pour orchestre du compositeur français Darius Milhaud. Elle a été écrite aux États-Unis en 1944 sur commande de la Koussevitzky Music Foundations à la mémoire de Natalie, la seconde épouse de Serge Koussevitzky, qui est décédée en 1942. La création de la symphonie a été faite par l'Orchestre symphonique de Boston le 20 décembre 1946, sous la direction du compositeur.

## Structure
La Seconde Symphonie de Milhaud comporte cinq mouvements. Les titres des mouvements, qui sont plus des indications de caractère que des indications de tempo, sont les suivants :
1. Paisible (env. 5 min 40 s)
2. Mystérieux (env. 5 min 25 s)
3. Douloureux (env. 8 min 25 s)
4. Avec Sérénité (env. 3 min 15 s)
5. Alleluia (env. 4 min 10 s)

La durée d'exécution est d'environ 27 minutes.
Cette symphonie (qu'il ne faut pas confondre avec la Symphonie de chambre no 2 « Pastorale » de 1918, op. 49, de Milhaud) est publiée par Heugel & Cie.

## Enregistrements
- Orchestre de la Société des concerts du Conservatoire, Chef: Georges Tzipine (Columbia) - 1953
- Orchestre national du Capitole de Toulouse, Chef: Michel Plasson (Deutsche Grammophon) - 1991
- Orchestre symphonique de Bâle, Chef: Alun Francis (CPO) - 1997